# Колумбійський водний центр
Колумбійський водний центр (CWC) був створений у січні 2008 року як філія Інституту Землі при Колумбійському університеті. Він зосереджується на дослідженні та вирішенні глобальних проблем, пов’язаних з водою, включаючи дефіцит води, доступ, якість і кліматичні ризики.
Його заявлена місія полягає в «творчому вирішенні водних проблем світу, що швидко змінюється, де вода та клімат взаємодіють з їжею, енергією, екосистемами та урбанізацією», поєднуючи «суворість наукових досліджень з впливом ефективної політики».
Центр використовує багатодисциплінарний підхід до водних проблем, залучаючи гідрологів, кліматологів, інженерів-екологів та аналітиків водної політики. Його директором є Упману Лалла, Керол Зільберштейн, професор інженерії Землі і навколишнього середовища та цивільного будівництва і інженерної механіки в Колумбійському університеті.
П’єр Гентін, доцент кафедри інженерії Землі та навколишнього середовища, він також займає провідну роль у Центрі, а його власна команда докторантів та докторантів зосереджується на взаємодії між ґрунтом та атмосферною вологою.
Наразі Центр поділяє свої проекти на п’ять тем: «Американська вода», «Ініціатива щодо глобальних повеней», «Аналітика даних та багатомасштабні прогнози», «Ризики та фінансові інструменти» та «Взаємодія щодо води, їжі та енергії».

## Фон
Інститут Землі під керівництвом Джеффа Сакса є дослідницькою установою, яка підтримує сталий розвиток з різних сторін.
У 2008 році Фонд PepsiCo нагородив Інститут Землі 6 млн. доларів для вирішення цих проблем, пов’язаних з водою. Грант PepsiCo спричинили до створення Колумбійського водного центру під керівництвом професора інженерії Колумбійського університету Упману Лалла. Цей трирічний грант зробив можливими проекти в чотирьох країнах: Індії, Китаї, Малі та Бразилії.
У Бразилії CWC співпрацює з Федеральним університетом Сеари на північному сході, щоб зосередитися на складних системах прогнозування на основі клімату, що використовуються для прийняття рішень про розподіл води в різних секторах використання. Крім того, команда CWC нещодавно завершила муніципальний план водопостачання (PAM) для Мілха, сільського району в центральній Сеарі. У проекті викладається план муніципалітету з доставки води всім його 14 000 жителям.
У рамках проекту CWC розробила та побудувала демонстраційні проекти інфраструктури води для Інга та Педра Фіна, двох громад у Мільяні. Проект забезпечить водою 500 людей у цьому районі.
В Індії проект зосереджений на скороченні споживання води в сільськогосподарському секторі шляхом заохочення стійких моделей вибору культур, а також на роботі з корпораціями для впровадження кращих технологій зрошення (і підвищення надійності) у своїх ланцюгах поставок. Ключовою метою є зменшення навантаження на ґрунтові води в регіоні. Основні місця розташування проекту знаходяться в штатах Пенджаб і Гуджарат.
У Пенджабі CWC співпрацює з Пенджабським сільськогосподарським університетом, щоб розробити інноваційні рішення для скорочення зрошення фермерами. Деякі з розроблених методів (зокрема використання недорогих тензіометрів для вимірювання вологості ґрунту та прямого посіву рису) були випробувані в польових умовах у посівному сезоні 2010 року за участю понад 500 фермерів. Команда Пенджабського сільськогосподарського університету повідомляє, що фермери-учасники заощадили від 25 до 30 відсотків свого звичайного використання води, впровадивши нові підходи. Команда CWC/PAU планує розширити пілотний проект у 2011 році, залучивши 5000 рисових фермерів для використання тензіометрів.
Робота в Малі збігається з проектом Millennium Villages Project. CWC зосереджується на розробці систем зрошення та вирощування сільськогосподарських культур, які можна експлуатувати та обслуговувати на місці, щоб забезпечити фермерів більш цінними товарними культурами. У центрі встановлено великі насоси, які покращили кількість доступної води. Проекти наголошують на об’єднанні місцевих партнерів, ринкових сил та державно-приватного партнерства.

## Сучасні дослідження
В останні роки Колумбійський водний центр розширив сферу своїх ініціатив, щоб охопити п’ять широких тем дослідження.

### Вода Америки
Американська водна ініціатива має на меті побудувати мережу академічних установ, державних установ та приватної промисловості, щоб інформувати про покращення водної інфраструктури в Сполучених Штатах та вирішувати інші проблеми з водою. Ініціатива зосереджена на всіх аспектах водних ресурсів, від політики до прогнозування посух і повеней, а також потенціалу руйнівної технології водопостачання для забезпечення розподіленої водної інфраструктури, яка є менш дорогою, ніж заміна застарілих систем.
12 березня 2015 року ініціатива провела свій перший щорічний симпозіум, який об’єднав експертів з водних ресурсів із різних груп, серед яких представники промисловості, комунального господарства, політики та некомерційного сектору. Зустріч мала бути першим кроком до ширших робочих відносин, які можуть допомогти визначити порядок денний водних досліджень та розробити рішення для національних водних проблем.

### Глобальна ініціатива з повені
Ініціатива Global Floods Initiative має на меті застосувати передові та постійно розвиваються методи прогнозування клімату, щоб допомогти політикам, агентствам з ліквідації наслідків стихійних лих, проектувальникам інфраструктури, фінансовим установам та іншим людям краще готуватися до екстремальних повеней, керувати ними та реагувати на них.
Ініціатива Global Floods Initiative має на меті застосувати передові та постійно розвиваються методи прогнозування клімату, щоб допомогти політикам, агентствам з ліквідації наслідків стихійних лих, проектувальникам інфраструктури, фінансовим установам та іншим людям краще готуватися до екстремальних повеней, керувати ними та реагувати на них.

### Аналітика даних і багатомасштабні передбачення
колумбійський Водний Центр є лідером у прогнозуванні сезонних прогнозів мікролімату та пов'язаних з ними аналізів ризиків. Ці прогнози використовуються для різноманітних застосувань, включаючи інтеграцію кліматичних прогнозів у процедури розподілу води для міських, промислових та сільськогосподарських споживачів.
Нові способи представлення конвекції та реакції рослинності на водний стрес також є основними напрямками досліджень, результати яких можуть дати нове розуміння вуглецевого та гідрологічного циклу.

### Ризик і фінансові інструменти
Прогнозування клімату також можна використовувати для розробки показників ризику повені та посухи для компаній із глобальними ланцюгами поставок. Ці показники можуть допомогти компаніям вирішувати проблеми за допомогою нових стратегій пошуку джерел, нових регіональних продуктів управління фінансовими ризиками (наприклад, котячі облігації, страхування індексів), запобіжного обслуговування та пом’якшення наслідків, угод про перерозподіл пластів та інші інструменти.

### Вода, їжа, енергетика
Колумбійський водний центр вивчає взаємозв’язок водного, харчового та енергетичного секторів і як клімат впливає на ці відносини. Проекти включають політичні дослідження та рекомендації щодо сприяння заощадженню води та енергії в сільськогосподарському секторі в регіонах із дефіцитом води, розробку сезонних прогнозів для керівництва прийняття рішень у водному та енергетичному секторах, а також тестування та впровадження недорогого рівня вологості ґрунту та датчики азоту для підвищення ефективності зрошення, зменшення використання добрив і забруднення підземних вод, а також економії енергії від перекачування підземних вод.

## Зовнішні посилання
- Водний центр Колумбії [Архівовано 10 листопада 2021 у Wayback Machine.]

Партнерські установи
- Інститут Землі [Архівовано 18 листопада 2021 у Wayback Machine.]
- Фонд PepsiCo
- Колумбійський університет [Архівовано 14 травня 2008 у Wayback Machine.]